# Anelija Klisarowa
Anelija Dimitrowa Klisarowa (bułg. Анелия Димитрова Клисарова; ur. 13 grudnia 1961 w Warnie) – bułgarska lekarka, wykładowczyni akademicka i polityk, profesor, deputowana, w latach 2004–2012 rektor Uniwersytetu Medycznego w Warnie, w latach 2013–2014 minister edukacji i nauki.

## Życiorys
W 1986 została absolwentką Uniwersytetu Medycznego w Warnie, w 2001 uzyskała magisterium z zarządzania w służbie zdrowia. Specjalizowała się w radiologii i medycynie nuklearnej, odbywała naukę w jednostkach w Niemczech i Szwajcarii. W 1994 doktoryzowała się, w 2003 habilitowała się, w 2005 uzyskała profesurę. Została nauczycielem akademickim na macierzystej uczelni, w latach 1999–2004 była jej prorektorem ds. badań naukowych, a następnie do 2012 rektorem. Autorka ponad 150 publikacji naukowych, członek międzynarodowych towarzystw naukowych i przewodnicząca bułgarskiego towarzystwa medycyny nuklearnej. Jako lekarka związana z kliniką medycyny nuklearnej i terapii metabolicznej szpitala uniwersyteckiego W Warnie, której została kierownikiem.
Wstąpiła do Bułgarskiej Partii Socjalistycznej, w 2007 i 2011 uzyskiwała mandat radnej miejskiej w Warnie. W 2013 i 2017 wybierana do Zgromadzenia Narodowego 42. i 44. kadencji. Od maja 2013 do sierpnia 2014 pozostawała ministrem edukacji i nauki w gabinecie Płamena Oreszarskiego. W 2019 powróciła do rady miejskiej w Warnie.
Mężatka, ma syna.

## Odznaczenia
Odznaczona m.in. Orderem Świętych Cyryla i Metodego I klasy (2011).